# Claudia Koll
Claudia Koll, pseudonimo di Claudia Maria Rosaria Colacione (Roma, 17 maggio 1965), è un'attrice italiana.

## Biografia
Nasce a Roma da famiglia italo-romena. Dopo aver frequentato il liceo classico Orazio a Roma e la facoltà di medicina per quattro anni, segue diversi corsi di teatro e ha un paio di piccole parti, finché nel 1992 viene scelta da Tinto Brass per la parte della protagonista in Così fan tutte. Il film riscuote un buon successo e lancia la Koll, nella prima metà degli anni 90, quale diva erotica in Italia. Successivamente la si trova nel film a episodi Miracolo italiano (1994), nel quale interpreta una fan di Kevin Costner che cede poi alle lusinghe di Ezio Greggio, e in Cucciolo (1998), dove aiuta a crescere un Massimo Boldi prigioniero della sindrome di Peter Pan.
Approda poi sul piccolo schermo, dove nel 1995 viene chiamata da Pippo Baudo per presentare, insieme a lui e ad Anna Falchi, il Festival di Sanremo. Questa partecipazione permette alla Koll di costruirsi un personaggio mediatico più "rassicurante" e prelude ai successivi ruoli nelle fiction televisive: nel biennio 1997-98 infatti è protagonista, insieme a Nino Manfredi, della fortunata serie Linda e il brigadiere, subito seguita da L'impero (2001) e da Valeria medico legale (2000-2002).
Negli anni 2000, alcune situazioni personali la portano a ritornare gradualmente alla fede cattolica abbandonata da adolescente, un percorso cominciato durante il Giubileo, quando accompagna una sua amica a San Pietro per passare la Porta Santa. L'attrice ha anche affermato di essere stata attaccata fisicamente dal diavolo in un periodo in cui si interessava delle dottrine New Age, ma di essere riuscita a sconfiggerlo impugnando un crocifisso e recitando il Padre nostro. In questo percorso hanno avuto un ruolo importante le letture d'infanzia della mistica carmelitana Teresa di Lisieux. Oltre al teatro, recita dunque in film TV a tema religioso, come Maria Goretti (2003) e San Pietro (2005). Si dedica a diverse associazioni di volontariato e all'apostolato, testimoniando in incontri di preghiera il "giro di boa" impresso alla propria esistenza.
Nel 2005 decide di fondare l'associazione ONLUS "Le opere del Padre", con lo scopo di aiutare le persone con particolari sofferenze sia fisiche che psicologiche, soprattutto in Africa. Il vice direttore dell'associazione è suo padre, con cui l'attrice ha risanato i rapporti dopo anni di lontananza. Numerose volte pellegrina al Pontificio Santuario della Beata Vergine del Santo Rosario di Pompei, nel 2009 le è stato conferito il "Premio Marianna Farnararo De Fusco", mentre nel 2013 ha ricevuto la cittadinanza onoraria della città. Rifiuta la definizione di "suora laica" preferendo definirsi "missionaria".
Nel 2009 assume la direzione artistica della Star Rose Academy di Roma e firma la sua prima regia teatrale con la commedia musicale A piedi nudi nel parco. Da quel momento in avanti dirige i giovani artisti dell'Accademia in molte altre rappresentazioni teatrali tra le quali, nel 2011, Storia di un Padre e due figli della poetessa Elena Bono e Vacanze Romane nel 2012.
Essendo celiaca, è stata per un periodo presidente onoraria dell'Associazione Italiana Celiachia.

## Filmografia

Tinto Brass e Claudia Koll sul set di Così fan tutte (1992)

### Cinema
- Orlando sei, regia di Dante Majorana (1989)
- Così fan tutte, regia di Tinto Brass (1992)
- Miracolo italiano, regia di Enrico Oldoini (1994)
- Uomini sull'orlo di una crisi di nervi, regia di Alessandro Capone (1995)
- Cucciolo, regia di Neri Parenti (1998)
- Io non lo so, regia di Paolo Damosso (2007)
- Petali di rosa, regia di Maximo De Marco (2007)
- Isabella De Rosis - Vita di amore, regia di Geo Coretti (2011)
- Il mio Francesco, regia di Paolo Damosso (2012)

### Televisione
- Una donna tutta sbagliata, regia di Mauro Severino – miniserie TV (1988)
- Il commissario Corso – serie TV, episodio 9 (1991)
- Il giovane Mussolini, regia di Gianluigi Calderone – miniserie TV (1993)
- Les amants de Rivière Rouge, regia di Yves Boisset – miniserie TV (1996)
- Linda e il brigadiere – serie TV (1997-1998)
- Valeria medico legale – serie TV (2000-2002)
- L'impero, regia di Lamberto Bava – miniserie TV (2001)
- Maria Goretti, regia di Giulio Base – film TV (2003)
- Amiche, regia di Paolo Poeti – miniserie TV (2004)
- Una cosa in mente - San Giuseppe Benedetto Cottolengo, regia di Paolo Damosso – film TV (2004)
- San Pietro, regia di Giulio Base – miniserie TV (2005)

## Programmi televisivi
- Malizie d'Italia (Canale 5, 1995)
- L'angelo (Canale 5, 1995)
- Festival di Sanremo (Rai 1, 1995)

Pippo Baudo con Claudia Koll e Anna Falchi al Festival di Sanremo 1995

- Papaveri e papere - 3 puntata (Rai 1, 1995)
- Notte Blu Barilla (Canale 5, 1995)
- Viva le Italiane - 1 puntata (Canale 5, 1997)
- Mai dire Gol - puntata del 3 marzo (Italia 1, 1997)

## Teatro
- Filosoficamente di Eduardo De Filippo, regia di Carlo Merlo (1990)
- Teatro Danza con la compagnia Teatro Fantastico di Buenos Aires (1990)
- Medusa, regia di James Fitzgerald (1990)
- Uomini sull'orlo di una crisi di nervi, regia di Alessandro Capone (1990-1991)
- Alle volte basta un niente, regia di Pietro Garinei (1995-1997)
- La professione della signora Warren di George Bernard Shaw, regia di Patrick Rossi Gastaldi (1998)
- Ninotchka di Melchior Lengyl, regia di Filippo Crivelli (2000-2001)
- Prigioniero della seconda strada di Neil Simon, regia di Attilio Corsini (2006)
- La bottega dell’orefice di Karol Wojtyla, Claudia Koll e Mario Arturo Iannaccone (2014)